# Federica Botter
Federica Botter (Latisana, 23 gennaio 2001) è una giavellottista italiana, fa parte della squadra di atletica leggera dell'UCLA dal 2023 e della squadra nazionale italiana dal 2016.
Vincitrice di quattro titoli nazionali (U16, U18, U20, U23) e di una medaglia di bronzo ai campionati italiani invernali del 2022, è quarta nella lista italiana di tutti i tempi e seconda nella lista di tutti i tempi U23.

## Biografia
Nata a Latisana, in provincia di Udine, ma cresciuta a Portogruaro, Venezia, comincia a dedicarsi al lancio del giavellotto a quindici anni dopo aver praticato la pallavolo.
Dopo pochi mesi si classifica seconda nella categoria cadetti, titolo che vincerà l'anno successivo.
Nel 2019 si classifica quinta agli Europei under 20 di Borås, Svezia, e nel settembre 2022 vince la medaglia d'argento ai Campionati del Mediterraneo Under-23.
Dopo aver alternato varie guide tecniche e sedi di allenamento dal 2018 in poi, in seguito alla laurea in scienze e tecniche del turismo culturale conseguita all'Università degli Studi di Udine, nel gennaio 2023 si sposta a Los Angeles per frequentare un master presso la UCLA dove prosegue l'attività sportiva gareggiando per gli UCLA Bruins.
Negli Stati Uniti, alla sua prima gara, ha stabilito il nuovo record dell'università californiana con una misura di 53,20 m, lanciando poi 57,81 m ai Campionati Pac-12 (12 maggio) vincendo anche il titolo della Conference individuale. Ai campionati nazionali NCAA si è classificata settima, scagliando l'attrezzo a 55,79 m, e venendo scelta per il First Team All-America..

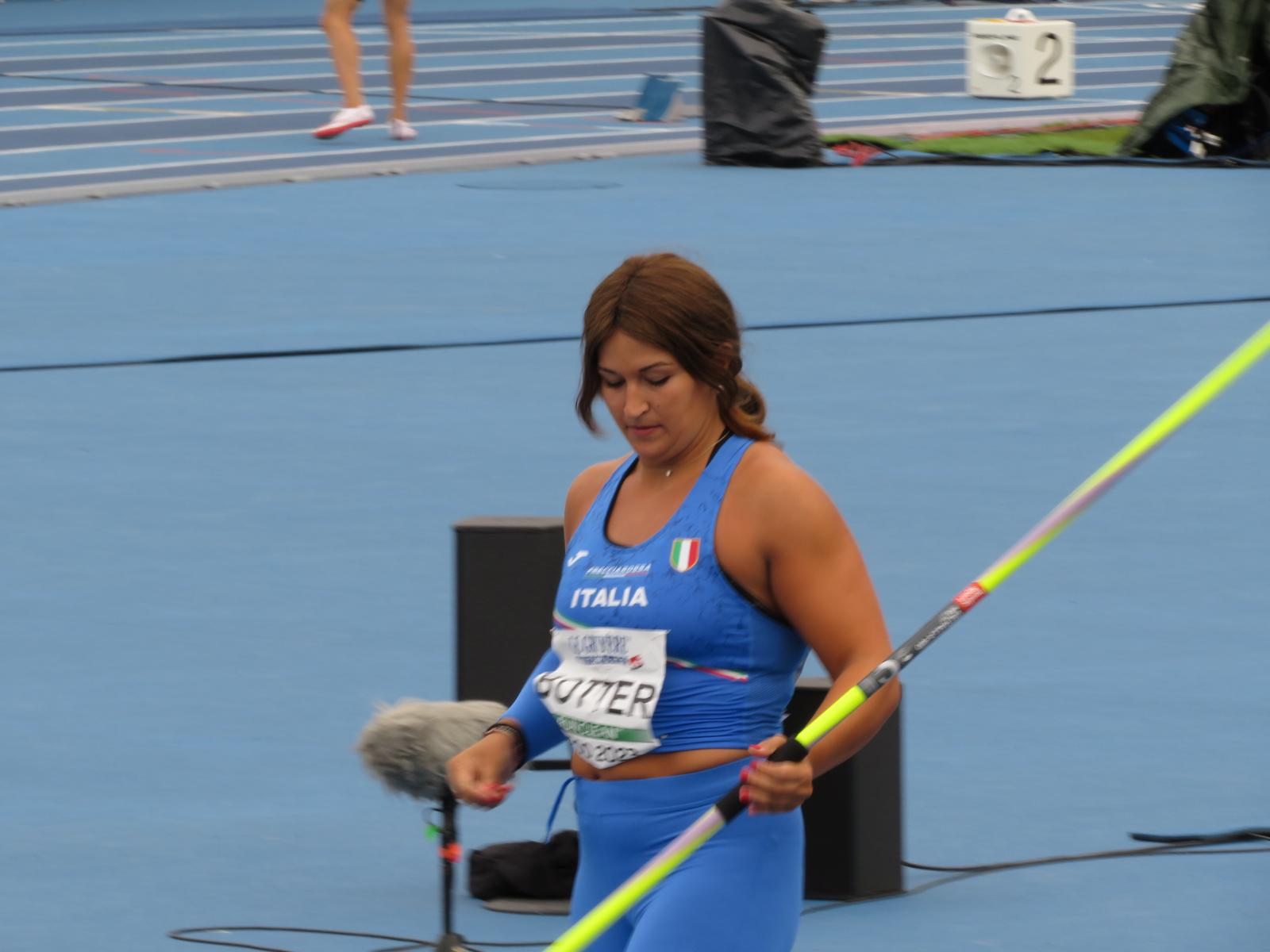
Federica Botter in gara per la Nazionale italiana nel 2023

In Italia è seguita da Maria Marello, allenatrice anche della discobola Daisy Osakue, e gareggia per l'Atletica Brugnera Friulantagli. 
Nonostante alcuni infortuni subiti nell'estate 2023, ha partecipato ai Campionati europei a squadre di Chorzów, chiusi al 14º posto, ai Campionati europei under 23 di Espoo, dove si classifica 8ª, e ai Giochi Universitari Mondiali FISU, piazzandosi 11ª.
Il 10 maggio 2024 a Boulder (Colorado), vince per la seconda volta i Pac-12 Track & Field Championships, con la misura di 58,72 m, nuovo record personale e quarto miglior lancio di tutti i tempi per un'italiana.
Il 10 giugno successivo partecipa ai Campionati europei di Roma, dove si ferma in qualificazione al 22º posto con 52,99 m.

## Progressione

### Lancio del giavellotto
| Stagione | Misura  | Luogo      | Data      | Rank. Mond. |
| -------- | ------- | ---------- | --------- | ----------- |
| 2024     | 58,72 m | Boulder    | 10-5-2024 |             |
| 2023     | 57,81 m | Walnut     | 12-5-2023 |             |
| 2022     | 55,57 m | Firenze    | 11-6-2022 |             |
| 2021     | 53,11 m | Conegliano | 14-2-2021 |             |
| 2020     | 54,96 m | Udine      | 23-2-2020 |             |
| 2019     | 55,78 m | Firenze    | 16-6-2019 |             |
| 2018     | 50,05 m | Modena     | 24-6-2018 |             |
| 2017     | 48,41 m | Trieste    | 2-7-2017  |             |

## Palmarès
| Anno | Manifestazione                  | Sede    | Evento                 | Risultato | Prestazione | Note  |
| ---- | ------------------------------- | ------- | ---------------------- | --------- | ----------- | ----- |
| 2017 | EYOF                            | Győr    | Lancio del giavellotto | 8ª        | 48,38 m     |       |
| 2018 | Europei U18                     | Győr    | Lancio del giavellotto | 24ª (q)   | 44,28 m     |       |
| 2019 | Europei U20                     | Borås   | Lancio del giavellotto | 5ª        | 53,03 m     |       |
| 2022 | Campionati del Mediterraneo U23 | Pescara | Lancio del giavellotto | Argento   | 52,74 m     |       |
| 2023 | Giochi europei                  | Chorzów | Lancio del giavellotto | 14ª       | 49,12 m     | [ 6 ] |
| 2023 | Giochi europei                  | Chorzów | A squadre              | Oro       | 426,5 p.    | [ 6 ] |
| 2023 | Europei U23                     | Espoo   | Lancio del giavellotto | 8ª        | 53,72 m     |       |
| 2023 | Giochi mondiali universitari    | Chengdu | Lancio del giavellotto | 11ª       | 48,79 m     | [ 7 ] |
| 2024 | Europei                         | Roma    | Lancio del giavellotto | 17ª (q)   | 52,99 m     |       |

## Campionati nazionali
- 1 volta campionessa nazionale assoluta del salto triplo indoor (2025)
- 2 volte campionessa italiana juniores indoor del salto triplo (2024, 2025)

- 1 volta campionessa italiana allieve del lancio del giavellotto (2018)
- 1 volta campionessa italiana juniores del lancio del giavellotto (2020)
- 1 volta campionessa italiana promesse del lancio del giavellotto (2022)

2017
- Argento ai campionati italiani allievi (Rieti), lancio del giavellotto (500 gr.) - 51,26 m

2018
- Oro ai campionati italiani allievi (Rieti), lancio del giavellotto (500 gr.) - 51,99 m
- 6ª ai campionati italiani assoluti (Pescara), lancio del giavellotto - 48,21 m [8]

2019
- Argento ai campionati italiani juniores (Rieti), lancio del giavellotto - 53,79 m [9]
- 4ª ai campionati italiani assoluti (Bressanone), lancio del giavellotto - 52,30 m [10]

2020
- 5ª ai campionati italiani assoluti (Padova), lancio del giavellotto - 53,10 m [11]
- Oro ai campionati italiani juniores (Grosseto), lancio del giavellotto - 53,35 m [12]

2021
- 6ª ai campionati italiani invernali di lanci (Molfetta), lancio del giavellotto - 50,35 m
- Argento ai campionati italiani promesse (Firenze), lancio del giavellotto - 51,79 m
- 8ª ai campionati italiani assoluti (Rovereto), lancio del giavellotto - 50,22 m [13]

2022
- Bronzo ai campionati italiani invernali di lanci (Mariano Comense), lancio del giavellotto - 56,65 m [14]
- Oro ai campionati italiani promesse (Firenze), lancio del giavellotto - 55,57 m
- 6ª ai campionati italiani assoluti (Rieti), lancio del giavellotto - 51,07 m [15]

2023
- Argento ai campionati italiani  promesse (Agropoli), Lancio del giavellotto - 52,35 m

2024
- 6ª ai campionati italiani assoluti (La Spezia), lancio del giavellotto - 48,42 m [16]

## Altre competizioni internazionali
2021
- 10ª Coppa Europa di lanci under 23 ( Spalato), Lancio del giavellotto - 48,03 m

2022
- 9ª Coppa Europa di lanci under 23 ( Leiria), Lancio del giavellotto - 47,22 m

2023
- 14ª Campionati europei a squadre di atletica leggera ( Chorzów), Lancio del giavellotto - 49,12 m